# DKW F9
DKW F9 — прототип преемника DKW F8 производства Auto Union.

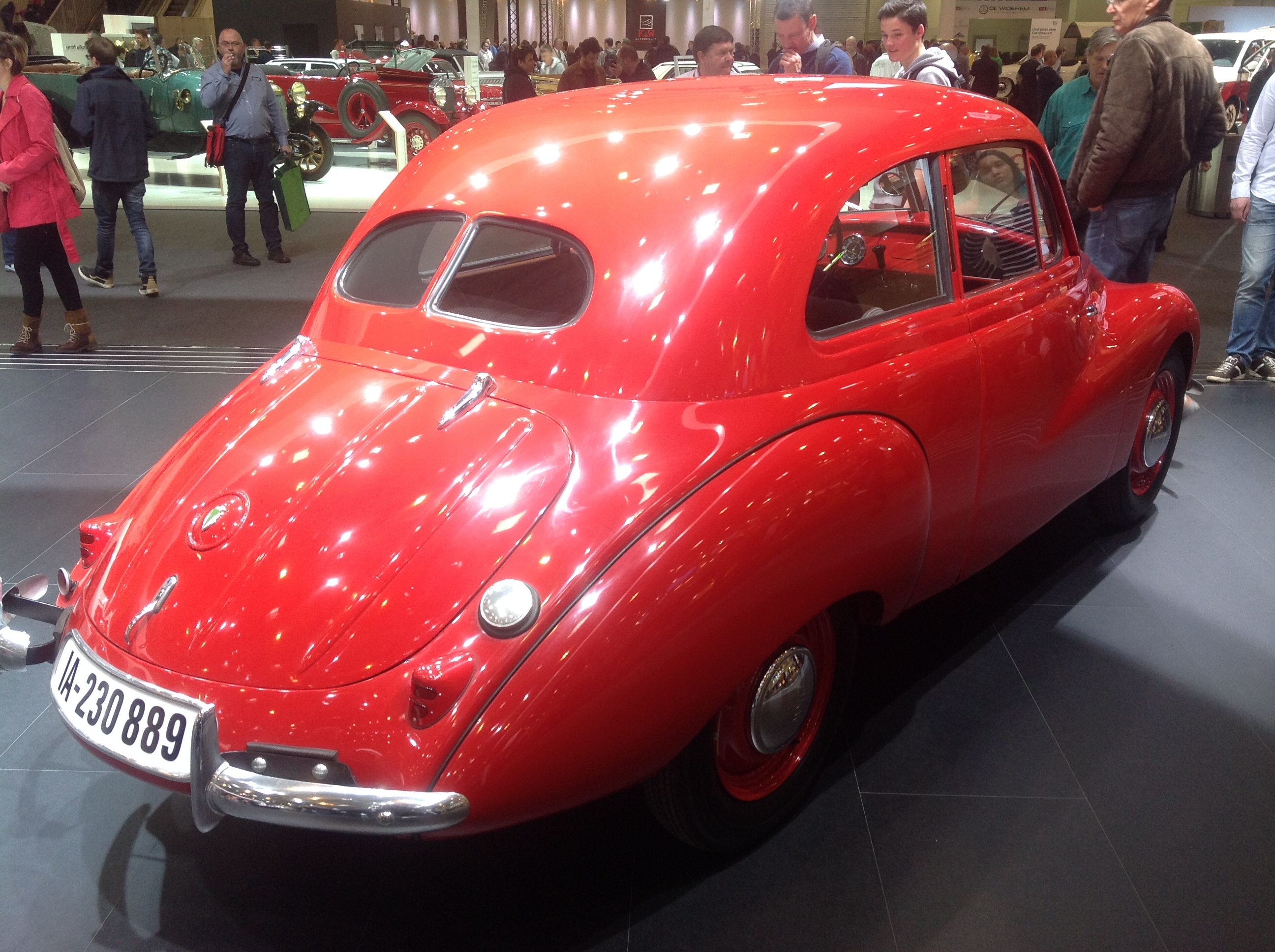
вид сзади

Небольшие автомобили DKW были одними из самых продаваемых автомобилей в Германии в 1930-х годах. Регулярное обновление моделей было частью стратегии компании по поддержанию коммерческого успеха в растущем рыночном секторе.
Цельнометаллический кузов, разработанным Гюнтером Микваушем, F9 представлял значительный шаг вперед, по сравнению с F8. Несмотря на то, что F9 уже находился в разработке в 1937 году, за два года до запуска своего предшественника, несколько прототипов были построены в период 1939-1942 годов.
Отличием нового кузова был коэффициент Cd, равный 0,42, и внешний вид автомобиля был значительно более плавным и сглаженным, чем у моделей DKW 1930-х годов. Впервые был предложен трехцилиндровый двигатель, предполагающий преимущества при эксплуатации. В остальном традиции DKW соблюдались. Двигатель по-прежнему был двухтактным, а ведущими колесами оставались передние. Шасси по-прежнему было коробчато-рамной конструкции.
Если бы не вмешалась война, предполагалось, что F9 заменит F8 в 1940 году. В конце концов, производство F8 Meisterklasse было продлено до 1942 года, когда производство легковых автомобилей в Цвикау окончательно завершилось.
Однако после войны автомобиль появился в восточной Германии под названием IFA F9 и производился на производственных мощностях завода в Цвиккау в период с 1949 по 1956 год. В западной Германии Auto Union начала с производства автомобилей с двухцилиндровыми двигателями, которые во многом имели больше сходств с F8, чем с F9, но с появлением в 1953 году DKW F91 Auto-Union также предложил свою собственную версию этого новаторского довоенного прототипа.